# Polyrhachis annae
Polyrhachis annae är en myrart som beskrevs av Mann 1919. Polyrhachis annae ingår i släktet Polyrhachis och familjen myror. Inga underarter finns listade i Catalogue of Life.